# Ana Srebrnič
Ana Srebrnič (Ljubljana, 20 de febrer de 1984), és una jugadora d'escacs eslovena, que té el títol de Gran Mestre femenina (WGM) des de 2006. Està casada amb el GM serbi Robert Markuš.
A la llista d'Elo de la FIDE del febrer de 2016, hi tenia un Elo de 2216 punts, cosa que en feia la jugadora (femenina) número 4 (en actiu) d'Eslovènia. El seu màxim Elo va ser de 2318 punts, a la llista de juliol de 2006.

## Resultats destacats en competició
Srebrnič ha estat Campiona femenina d'Eslovènia el 2008, i també fou subcampiona el 2004, i tercera el 2005.

### Participació en olimpíades d'escacs
Srebrnič ha participat, amb l'equip femení d'Eslovènia en diverses edicions de les Olimpíades d'escacs, entre els anys 2002 i 2008.